# WTA Tour 1995
Die WTA Tour 1995 (offiziell: Corel WTA Tour 1995) war der 25. Jahrgang der Damentennis-Turnierserie, die von der Women’s Tennis Association ausgetragen wird.
Die Teamwettbewerbe Hopman Cup und Fed Cup sind nicht Bestandteil der WTA Tour. Hier werden sie aufgeführt, da die Spitzenspielerinnen diese Turniere in der Regel spielen.

## Turnierplan
| Kategorie          |
| ------------------ |
| Grand Slam         |
| Tour Championships |
| Tier I             |
| Tier II            |
| Tier III           |
| Tier IV            |

| Sonstige   |
| ---------- |
| Hopman Cup |
| Fed Cup    |

### Erklärungen
Die Zeichenfolge von z. B. 128E/96Q/64D/32M hat folgende Bedeutung:

128E = 128 Spielerinnen spielen im Einzel

96Q = 96 Spielerinnen spielen die Qualifikation

64D = 64 Paarungen spielen im Doppel

32M = 32 Paarungen spielen im Mixed

### Januar
| Datum 1 | Turnier | Sieger(in)                           | Finalgegner(in)                      | Ergebnis        |
| ------- | --- | ------------------------------------ | ------------------------------------ | --------------- |
| 02.01.  | Hopman Cup Perth, Australien ITF – Hartplatz                                                                  | Anke Huber Boris Becker              | Natalija Medwedjewa Andrij Medwedjew | 3:0             |
| 02.01.  | Danamon Indonesia Open Jakarta, Indonesien Tier III – 161.250 $ Hartplatz – 56E/32Q/28D                       | Sabine Hack                          | Irina Spîrlea                        | 2:6, 7:66, 6:4  |
| 02.01.  | Danamon Indonesia Open Jakarta, Indonesien Tier III – 161.250 $ Hartplatz – 56E/32Q/28D                       | Claudia Porwik Irina Spîrlea         | Laurence Courtois Nancy Feber        | 6:2, 6:3        |
| 09.01.  | Schweppes Tasmanian International Women's Open Hobart, Australien Tier IV – 107.000 $ Hartplatz – 32E/28Q/16D | Leila Mes’chi                        | Li Fang                              | 6:2, 6:3        |
| 09.01.  | Schweppes Tasmanian International Women's Open Hobart, Australien Tier IV – 107.000 $ Hartplatz – 32E/28Q/16D | Kyōko Nagatsuka Ai Sugiyama          | Manon Bollegraf Larisa Neiland       | 2:6, 6:4, 6:2   |
| 09.01.  | Peters NSW Open Tournament of Champions Sydney, Australien Tier II – 322.500 $ Hartplatz – 28E/32Q/16D        | Gabriela Sabatini                    | Lindsay Davenport                    | 6:3, 6:4        |
| 09.01.  | Peters NSW Open Tournament of Champions Sydney, Australien Tier II – 322.500 $ Hartplatz – 28E/32Q/16D        | Lindsay Davenport Jana Novotná       | Patty Fendick Mary Joe Fernández     | 7:5, 2:6, 6:4   |
| 16.01.  | Australian Open Melbourne, Australien Grand Slam – 3.738.000 $ Hartplatz – 128E/64Q/64D/32M                   | Mary Pierce                          | Arantxa Sánchez Vicario              | 6:3, 6:2        |
| 16.01.  | Australian Open Melbourne, Australien Grand Slam – 3.738.000 $ Hartplatz – 128E/64Q/64D/32M                   | Jana Novotná Arantxa Sánchez Vicario | Gigi Fernández Natallja Swerawa      | 6:3, 6:73, 6:4  |
| 16.01.  | Australian Open Melbourne, Australien Grand Slam – 3.738.000 $ Hartplatz – 128E/64Q/64D/32M                   | Natallja Swerawa Rick Leach          | Gigi Fernández Cyril Suk             | 7:64, 6:73, 6:4 |
| 30.01.  | Amway Classic Auckland, Neuseeland Tier IV – 107.500 $ Hartplatz – 32E/29Q/16D                                | Nicole Bradtke                       | Ginger Helgeson-Nielsen              | 3:6, 6:2, 6:1   |
| 30.01.  | Amway Classic Auckland, Neuseeland Tier IV – 107.500 $ Hartplatz – 32E/29Q/16D                                | Jill Hetherington Elna Reinach       | Laura Golarsa Caroline Vis           | 7:65, 6:2       |
| 30.01.  | Toray Pan Pacific Open Tokio, Japan Tier I – 806.250 $ Teppich (Halle) – 28E/23Q/16D                          | Kimiko Date                          | Lindsay Davenport                    | 6:1, 6:2        |
| 30.01.  | Toray Pan Pacific Open Tokio, Japan Tier I – 806.250 $ Teppich (Halle) – 28E/23Q/16D                          | Gigi Fernández Natallja Swerawa      | Lindsay Davenport Rennae Stubbs      | 6:0, 6:3        |

### Februar
| Datum 1 | Turnier                                                                                                   | Siegerin                          | Finalgegnerin                                  | Ergebnis       |
| ------- | --- | --------------------------------- | ---------------------------------------------- | -------------- |
| 06.02.  | Ameritech Cup Chicago, Vereinigte Staaten Tier II – 430.000 $ Teppich (Halle) – 28E/32Q/16D               | Magdalena Maleewa                 | Lisa Raymond                                   | 7:5, 7:62      |
| 06.02.  | Ameritech Cup Chicago, Vereinigte Staaten Tier II – 430.000 $ Teppich (Halle) – 28E/32Q/16D               | Gabriela Sabatini Brenda Schultz  | Tami Whitlinger-Jones Marianne Werdel-Witmeyer | 5:7, 7:64, 6:4 |
| 13.02.  | IGA Tennis Classic Oklahoma City, Vereinigte Staaten Tier III – 161.250 $ Hartplatz (Halle) – 32E/32Q/16D | Brenda Schultz                    | Jelena Lichowzewa                              | 6:1, 6:2       |
| 13.02.  | IGA Tennis Classic Oklahoma City, Vereinigte Staaten Tier III – 161.250 $ Hartplatz (Halle) – 32E/32Q/16D | Nicole Arendt Laura Golarsa       | Katrina Adams Brenda Schultz                   | 6:4, 6:3       |
| 13.02.  | Open Gaz de France Paris, Frankreich Tier II – 430.000 $ Teppich (Halle) – 28E/32Q/16D                    | Steffi Graf                       | Mary Pierce                                    | 6:2, 6:2       |
| 13.02.  | Open Gaz de France Paris, Frankreich Tier II – 430.000 $ Teppich (Halle) – 28E/32Q/16D                    | Meredith McGrath Larisa Neiland   | Manon Bollegraf Rennae Stubbs                  | 6:4, 6:1       |
| 20.02.  | EA-Generali Open Linz, Österreich Tier III – 161.250 $ Teppich (Halle) – 32E/29Q/16D                      | Jana Novotná                      | Barbara Rittner                                | 6:76, 6:3, 6:4 |
| 20.02.  | EA-Generali Open Linz, Österreich Tier III – 161.250 $ Teppich (Halle) – 32E/29Q/16D                      | Meredith McGrath Nathalie Tauziat | Iva Majoli Petra Schwarz-Ritter                | 6:1, 6:2       |
| 27.02.  | State Farm Evert Cup Indian Wells, Vereinigte Staaten Tier II – 430.000 $ Hartplatz – 28E/16D             | Mary Joe Fernández                | Natallja Swerawa                               | 6:4, 6:3       |
| 27.02.  | State Farm Evert Cup Indian Wells, Vereinigte Staaten Tier II – 430.000 $ Hartplatz – 28E/16D             | Lindsay Davenport Lisa Raymond    | Larisa Neiland Arantxa Sánchez Vicario         | 2:6, 6:4, 6:3  |
| 27.02.  | Puerto Rico Open San Juan, Puerto Rico Tier III – 161.250 $ Hartplatz – 32E/28Q/16D                       | Joannette Kruger                  | Kyōko Nagatsuka                                | 7:65, 6:3      |
| 27.02.  | Puerto Rico Open San Juan, Puerto Rico Tier III – 161.250 $ Hartplatz – 32E/28Q/16D                       | Karin Kschwendt Rene Simpson      | Laura Golarsa Linda Harvey-Wild                | 6:2, 0:6, 6:4  |

### März
| Datum 1 | Turnier | Siegerin                             | Finalgegnerin                   | Ergebnis      |
| ------- | --- | ------------------------------------ | ------------------------------- | ------------- |
| 06.03.  | Delray Beach Winter Championships Delray Beach, Vereinigte Staaten Tier II – 430.000 $ Hartplatz – 56E/32Q/28D | Steffi Graf                          | Conchita Martínez               | 6:2, 6:4      |
| 06.03.  | Delray Beach Winter Championships Delray Beach, Vereinigte Staaten Tier II – 430.000 $ Hartplatz – 56E/32Q/28D | Mary Joe Fernández Jana Novotná      | Lori McNeil Larisa Neiland      | 6:4, 6:0      |
| 13.03.  | The Lipton Championships Miami, Vereinigte Staaten Tier I – 1.550.000 $ Hartplatz – 96E/64Q/48D                | Steffi Graf                          | Kimiko Date                     | 6:1, 6:4      |
| 13.03.  | The Lipton Championships Miami, Vereinigte Staaten Tier I – 1.550.000 $ Hartplatz – 96E/64Q/48D                | Jana Novotná Arantxa Sánchez Vicario | Gigi Fernández Natallja Swerawa | 7:5, 2:6, 6:3 |
| 27.03.  | Family Circle Cup Hilton Head Island, Vereinigte Staaten Tier I – 806.250 $ Sandplatz – 56E/32Q/28D            | Conchita Martínez                    | Magdalena Maleewa               | 6:1, 6:1      |
| 27.03.  | Family Circle Cup Hilton Head Island, Vereinigte Staaten Tier I – 806.250 $ Sandplatz – 56E/32Q/28D            | Nicole Arendt Manon Bollegraf        | Gigi Fernández Natallja Swerawa | 0:6, 6:3, 6:4 |

### April
| Datum 1 | Turnier | Sieger(in)                             | Finalgegner(in)               | Ergebnis        |
| ------- | --- | -------------------------------------- | ----------------------------- | --------------- |
| 03.04.  | Bausch & Lomb Championships Amelia Island, Vereinigte Staaten Tier II – 430.000 $ Sandplatz – 56E/32Q/28D                      | Conchita Martínez                      | Gabriela Sabatini             | 6:1, 6:4        |
| 03.04.  | Bausch & Lomb Championships Amelia Island, Vereinigte Staaten Tier II – 430.000 $ Sandplatz – 56E/32Q/28D                      | Amanda Coetzer Inés Gorrochategui      | Nicole Arendt Manon Bollegraf | 6:2, 3:6, 6:2   |
| 10.04.  | Gallery Furniture Houston Women's Tennis Championships Houston, Vereinigte Staaten Tier II – 430.000 $ Sandplatz – 28E/32Q/16D | Steffi Graf                            | Åsa Carlsson                  | 6:1, 6:1        |
| 10.04.  | Gallery Furniture Houston Women's Tennis Championships Houston, Vereinigte Staaten Tier II – 430.000 $ Sandplatz – 28E/32Q/16D | Nicole Arendt Manon Bollegraf          | Wiltrud Probst Rene Simpson   | 6:4, 6:2        |
| 10.04.  | Japan Open Tokio, Japan Tier III – 161.250 $ Hartplatz – 32E/31Q/16D                                                           | Amy Frazier                            | Kimiko Date                   | 7:65, 7:5       |
| 10.04.  | Japan Open Tokio, Japan Tier III – 161.250 $ Hartplatz – 32E/31Q/16D                                                           | Miho Saeki Yuka Yoshida                | Kyōko Nagatsuka Ai Sugiyama   | 6:75, 6:4, 7:65 |
| 24.04.  | Ford International Championships of Spain Barcelona, Spanien Tier II – 430.000 $ Sandplatz – 28E/32Q/16D                       | Arantxa Sánchez Vicario                | Iva Majoli                    | 5:7, 6:0, 6:2   |
| 24.04.  | Ford International Championships of Spain Barcelona, Spanien Tier II – 430.000 $ Sandplatz – 28E/32Q/16D                       | Larisa Neiland Arantxa Sánchez Vicario | Mariaan de Swardt Iva Majoli  | 7:5, 4:6, 7:5   |
| 24.04.  | Croatian Ladies Open Zagreb, Jugoslawien Tier III – 161.250 $ Sandplatz – 32E/26Q/16D                                          | Sabine Appelmans                       | Silke Meier                   | 6:4, 6:3        |
| 24.04.  | Croatian Ladies Open Zagreb, Jugoslawien Tier III – 161.250 $ Sandplatz – 32E/26Q/16D                                          | Mercedes Paz Rene Simpson              | Laura Golarsa Irina Spîrlea   | 7:5, 6:2        |

### Mai
| Datum 1 | Turnier | Sieger(in)                           | Finalgegner(in)                         | Ergebnis        |
| ------- | --- | ------------------------------------ | --------------------------------------- | --------------- |
| 01.05.  | Citizen Cup Hamburg, Deutschland Tier II – 430.000 $ Sandplatz – 28E/32Q/16D                                       | Conchita Martínez                    | Martina Hingis                          | 6:1, 6:0        |
| 01.05.  | Citizen Cup Hamburg, Deutschland Tier II – 430.000 $ Sandplatz – 28E/32Q/16D                                       | Gigi Fernández Martina Hingis        | Conchita Martínez Patricia Tarabini     | 6:2, 6:3        |
| 08.05.  | Italian Open Rom, Italien Tier I – 806.250 $ Sandplatz – 56E/32Q/28D                                               | Conchita Martínez                    | Arantxa Sánchez Vicario                 | 6:3, 6:1        |
| 08.05.  | Italian Open Rom, Italien Tier I – 806.250 $ Sandplatz – 56E/32Q/28D                                               | Gigi Fernández Natallja Swerawa      | Conchita Martínez Patricia Tarabini     | 3:6, 7:63, 6:4  |
| 08.05.  | Prague Open Prag, Tschechien Tier IV – 107.500 $ Sandplatz – 32E/32Q/16D                                           | Julie Halard                         | Ludmila Richterová                      | 6:4, 6:4        |
| 08.05.  | Prague Open Prag, Tschechien Tier IV – 107.500 $ Sandplatz – 32E/32Q/16D                                           | Linda Harvey-Wild Chanda Rubin       | Maria Lindstrom Maria Strandlund        | 6:7, 6:3, 6:2   |
| 15.05.  | The Rover British Clay Court Championships Bournemouth, Großbritannien Tier IV – 107.500 $ Sandplatz – 32E/32Q/16D | Ludmila Richterová                   | Patricia Hy-Boulais                     | 6:710, 6:4, 6:3 |
| 15.05.  | The Rover British Clay Court Championships Bournemouth, Großbritannien Tier IV – 107.500 $ Sandplatz – 32E/32Q/16D | Mariaan de Swardt Ruxandra Dragomir  | Kerry-Anne Guse Patricia Hy-Boulais     | 6:3, 7:5        |
| 15.05.  | German Open Berlin, Deutschland Tier I – 806.250 $ Sandplatz – 56E/32Q/28D                                         | Arantxa Sánchez Vicario              | Magdalena Maleewa                       | 6:4, 6:1        |
| 15.05.  | German Open Berlin, Deutschland Tier I – 806.250 $ Sandplatz – 56E/32Q/28D                                         | Amanda Coetzer Inés Gorrochategui    | Larisa Neiland Gabriela Sabatini        | 4:6, 7:63, 6:2  |
| 22.05.  | Internationaux de Strasbourg Straßburg, Frankreich Tier III – 161.250 $ Sandplatz – 32E/24Q/16D                    | Lindsay Davenport                    | Kimiko Date                             | 3:6, 6:1, 6:2   |
| 22.05.  | Internationaux de Strasbourg Straßburg, Frankreich Tier III – 161.250 $ Sandplatz – 32E/24Q/16D                    | Lindsay Davenport Mary Joe Fernández | Sabine Appelmans Miriam Oremans         | 6:2, 6:3        |
| 22.05.  | World Doubles Cup Edinburgh, Großbritannien 188.125 $ Sandplatz – 8D                                               | Meredith McGrath Larisa Neiland      | Manon Bollegraf Rennae Stubbs           | 6:2, 7:62       |
| 29.05.  | French Open Paris, Frankreich Grand Slam – 3.963.100 $ Sandplatz – 128E/64Q/64D/48M                                | Steffi Graf                          | Arantxa Sánchez Vicario                 | 5:7, 6:4, 6:0   |
| 29.05.  | French Open Paris, Frankreich Grand Slam – 3.963.100 $ Sandplatz – 128E/64Q/64D/48M                                | Gigi Fernández Natallja Swerawa      | Jana Novotná Arantxa Sánchez Vicario    | 6:76, 6:4, 7:5  |
| 29.05.  | French Open Paris, Frankreich Grand Slam – 3.963.100 $ Sandplatz – 128E/64Q/64D/48M                                | Larisa Neiland Todd Woodbridge       | Jill Hetherington John-Laffnie de Jager | 7:610, 7:64     |

### Juni
| Datum 1 | Turnier | Sieger(in)                           | Finalgegner(in)                 | Ergebnis      |
| ------- | --- | ------------------------------------ | ------------------------------- | ------------- |
| 12.06.  | DFS Classic Birmingham, Großbritannien Tier III – 161.250 $ Rasen – 56E/32Q/28D/8Q                                                 | Zina Garrison Jackson                | Lori McNeil                     | 6:3, 6:3      |
| 12.06.  | DFS Classic Birmingham, Großbritannien Tier III – 161.250 $ Rasen – 56E/32Q/28D/8Q                                                 | Manon Bollegraf Rennae Stubbs        | Nicole Bradtke Kristine Radford | 3:6, 6:4, 6:4 |
| 19.06.  | Direct Line Insurance International Ladies Tennis Championships Eastbourne, Großbritannien Tier II – 430.000 $ Rasen – 56E/32Q/28D | Nathalie Tauziat                     | Chanda Rubin                    | 3:6, 6:0, 7:5 |
| 19.06.  | Direct Line Insurance International Ladies Tennis Championships Eastbourne, Großbritannien Tier II – 430.000 $ Rasen – 56E/32Q/28D | Jana Novotná Arantxa Sánchez Vicario | Gigi Fernández Natallja Swerawa | 0:6, 6:3, 6:4 |
| 26.06.  | Wimbledon Championships London, Großbritannien Grand Slam – 3.044.890 $ Rasen – 128E/64Q/64D/64M                                   | Steffi Graf                          | Arantxa Sánchez Vicario         | 4:6, 6:1, 7:5 |
| 26.06.  | Wimbledon Championships London, Großbritannien Grand Slam – 3.044.890 $ Rasen – 128E/64Q/64D/64M                                   | Jana Novotná Arantxa Sánchez Vicario | Gigi Fernández Natallja Swerawa | 5:7, 7:5, 6:4 |
| 26.06.  | Wimbledon Championships London, Großbritannien Grand Slam – 3.044.890 $ Rasen – 128E/64Q/64D/64M                                   | Martina Navratilova Jonathan Stark   | Gigi Fernández Cyril Suk        | 6:4, 6:4      |

### Juli
| Datum 1 | Turnier                                                                                                | Siegerin                        | Finalgegnerin                             | Ergebnis  |
| ------- | --- | ------------------------------- | ----------------------------------------- | --------- |
| 10.07.  | Torneo Internazional Femminile di Palermo Palermo, Italien Tier IV – 107.500 $ Sandplatz – 32E/32Q/16D | Irina Spîrlea                   | Sabine Hack                               | 7:61, 6:2 |
| 10.07.  | Torneo Internazional Femminile di Palermo Palermo, Italien Tier IV – 107.500 $ Sandplatz – 32E/32Q/16D | Radka Bobková Petra Langrová    | Petra Schwarz-Ritter Katarína Studeníková | 6:4, 6:1  |
| 24.07.  | Styrian Open Maria Lankowitz, Österreich Tier IV – 107.500 $ Sandplatz – 32E/30Q/16D                   | Judith Wiesner                  | Ruxandra Dragomir                         | 7:64, 6:3 |
| 24.07.  | Styrian Open Maria Lankowitz, Österreich Tier IV – 107.500 $ Sandplatz – 32E/30Q/16D                   | Sivia Farina Andrea Temesvari   | Alexandra Fusai Wiltrud Probst            | 6:2, 6:2  |
| 31.07.  | Toshiba Tennis Classic San Diego, Vereinigte Staaten Tier II – 430.000 $ Hartplatz – 48E/31Q/28D       | Conchita Martínez               | Lisa Raymond                              | 6:2, 6:0  |
| 31.07.  | Toshiba Tennis Classic San Diego, Vereinigte Staaten Tier II – 430.000 $ Hartplatz – 48E/31Q/28D       | Gigi Fernández Natallja Swerawa | Alexia Dechaume-Balleret Sandrine Testud  | 6:2, 6:1  |

### August
| Datum 1 | Turnier                                                                                       | Sieger(in)                                | Finalgegner(in)                       | Ergebnis       |
| ------- | --------------------------------------------------------------------------------------------- | ----------------------------------------- | ------------------------------------- | -------------- |
| 07.08.  | Acura Classic Manhattan Beach, Vereinigte Staaten Tier II – 430.000 $ Hartplatz – 48E/32Q/28D | Conchita Martínez                         | Chanda Rubin                          | 4:6, 6:1, 6:3  |
| 07.08.  | Acura Classic Manhattan Beach, Vereinigte Staaten Tier II – 430.000 $ Hartplatz – 48E/32Q/28D | Gigi Fernández Natallja Swerawa           | Larisa Neiland Gabriela Sabatini      | 7:5, 6:72, 7:5 |
| 14.08.  | du Maurier Ltd. Open Toronto, Kanada Tier I – 806.250 $ Hartplatz – 56E/32Q/28D               | Monica Seles                              | Amanda Coetzer                        | 6:0, 6:1       |
| 14.08.  | du Maurier Ltd. Open Toronto, Kanada Tier I – 806.250 $ Hartplatz – 56E/32Q/28D               | Gabriela Sabatini Brenda Schultz-McCarthy | Martina Hingis Iva Majoli             | 4:6, 6:0, 6:3  |
| 28.08.  | US Open New York, Vereinigte Staaten Grand Slam – 4.900.000 $ Hartplatz – 128E/64Q/64D/32M    | Steffi Graf                               | Monica Seles                          | 7:68, 0:6, 6:3 |
| 28.08.  | US Open New York, Vereinigte Staaten Grand Slam – 4.900.000 $ Hartplatz – 128E/64Q/64D/32M    | Gigi Fernández Natallja Swerawa           | Brenda Schultz-McCarthy Rennae Stubbs | 7:5, 6:3       |
| 28.08.  | US Open New York, Vereinigte Staaten Grand Slam – 4.900.000 $ Hartplatz – 128E/64Q/64D/32M    | Meredith McGrath Matt Lucena              | Gigi Fernández Cyril Suk              | 6:4, 6:4       |

### September
| Datum 1 | Turnier | Siegerin                             | Finalgegnerin                        | Ergebnis       |
| ------- | --- | ------------------------------------ | ------------------------------------ | -------------- |
| 11.09.  | Warsaw Cup by Heros Warschau, Polen Tier III – 161.250 $ Sandplatz – 32E/29Q/16D                                                    | Barbara Paulus                       | Alexandra Fusai                      | 7:64, 4:6, 6:1 |
| 11.09.  | Warsaw Cup by Heros Warschau, Polen Tier III – 161.250 $ Sandplatz – 32E/29Q/16D                                                    | Sandra Cecchini Laura Garrone        | Henrieta Nagyová Denisa Szabova      | 5:7, 6:2, 6:3  |
| 11.09.  | TVA Cup Ladies Open Nagoya, Japan Tier IV – 107.500 $ Teppich (Halle) – 32E/29Q/16D                                                 | Linda Wild                           | Sandra Kleinová                      | 6:4, 6:2       |
| 11.09.  | TVA Cup Ladies Open Nagoya, Japan Tier IV – 107.500 $ Teppich (Halle) – 32E/29Q/16D                                                 | Kerry-Anne Guse Kristine Radford     | Rika Hiraki Park Sung-hee            | 6:4, 6:4       |
| 18.09.  | Moscow Open Moskau, Russland Tier III – 161.250 $ Teppich (Halle) – 32E/23Q/16D                                                     | Magdalena Maleewa                    | Jelena Makarowa                      | 6:4, 6:2       |
| 18.09.  | Moscow Open Moskau, Russland Tier III – 161.250 $ Teppich (Halle) – 32E/23Q/16D                                                     | Meredith McGrath Larisa Neiland      | Anna Kurnikowa Aleksandra Olsza      | 6:1, 6:0       |
| 18.09.  | Nichirei International Tokio, Japan Tier II – 430.000 $ Hartplatz – 28E/32Q/16D                                                     | Mary Pierce                          | Arantxa Sánchez Vicario              | 6:3, 6:3       |
| 18.09.  | Nichirei International Tokio, Japan Tier II – 430.000 $ Hartplatz – 28E/32Q/16D                                                     | Lindsay Davenport Mary Joe Fernández | Amanda Coetzer Linda Wild            | 6:3, 6:2       |
| 25.09.  | Nokia Open Peking, China Tier IV – 107.500 $ Hartplatz – 32E/29Q/16D                                                                | Linda Wild                           | Wang Shi-ting                        | 7:5, 6:2       |
| 25.09.  | Nokia Open Peking, China Tier IV – 107.500 $ Hartplatz – 32E/29Q/16D                                                                | Claudia Porwik Linda Wild            | Stephanie Rottier Wang Shi-ting      | 6:1, 6:0       |
| 25.09.  | Sparkassen Cup International Damen-Tennis Grand Prix Leipzig Leipzig, Deutschland Tier II – 430.000 $ Teppich (Halle) – 28E/32Q/16D | Anke Huber                           | Magdalena Maleewa                    | kampflos       |
| 25.09.  | Sparkassen Cup International Damen-Tennis Grand Prix Leipzig Leipzig, Deutschland Tier II – 430.000 $ Teppich (Halle) – 28E/32Q/16D | Larisa Neiland Meredith McGrath      | Brenda Schultz-McCarthy Caroline Vis | 6:4, 6:4       |

### Oktober
| Datum 1 | Turnier                                                                                            | Siegerin                        | Finalgegnerin                     | Ergebnis       |
| ------- | -------------------------------------------------------------------------------------------------- | ------------------------------- | --------------------------------- | -------------- |
| 02.10.  | European Indoors Zürich, Schweiz Tier I – 806.250 $ Hartplatz – 28E/32Q/16D                        | Iva Majoli                      | Mary Pierce                       | 6:4, 6:4       |
| 02.10.  | European Indoors Zürich, Schweiz Tier I – 806.250 $ Hartplatz – 28E/32Q/16D                        | Nicole Arendt Manon Bollegraf   | Chanda Rubin Caroline Vis         | 6:4, 6:74, 6:4 |
| 02.10.  | Wismilak Open Surabaya, Indonesien Tier IV – 107.500 $ Hartplatz – 32E/14Q/16D                     | Wang Shi-ting                   | Yi Jingqian                       | 6:1, 6:1       |
| 02.10.  | Wismilak Open Surabaya, Indonesien Tier IV – 107.500 $ Hartplatz – 32E/14Q/16D                     | Petra Kamstra Tina Križan       | Nana Miyagi Stephanie Reece       | 2:6, 6:4, 6:1  |
| 09.10.  | Porsche Tennis Grand Prix Filderstadt, Deutschland Tier II – 430.000 $ Hartplatz (Halle) – 28E/16D | Iva Majoli                      | Gabriela Sabatini                 | 6:4, 7:64      |
| 09.10.  | Porsche Tennis Grand Prix Filderstadt, Deutschland Tier II – 430.000 $ Hartplatz (Halle) – 28E/16D | Gigi Fernández Natallja Swerawa | Meredith McGrath Larisa Neiland   | 5:7, 6:1, 6:4  |
| 16.10.  | Brighton International Brighton, Deutschland Tier II – 430.000 $ Teppich (Halle) – 28E/32Q/16D     | Mary Joe Fernández              | Amanda Coetzer                    | 6:4, 7:5       |
| 16.10.  | Brighton International Brighton, Deutschland Tier II – 430.000 $ Teppich (Halle) – 28E/32Q/16D     | Meredith McGrath Larisa Neiland | Lori McNeil Helena Suková         | 7:5, 6:1       |
| 30.10.  | Bank of the West Classic Oakland, Vereinigte Staaten Tier II – 430.000 $ Teppich (Halle) – 28E/14D | Magdalena Maleewa               | Ai Sugiyama                       | 6:3, 6:4       |
| 30.10.  | Bank of the West Classic Oakland, Vereinigte Staaten Tier II – 430.000 $ Teppich (Halle) – 28E/14D | Lori McNeil Helena Suková       | Erica Adams Zina Garrison Jackson | 3:6, 6:4, 6:3  |
| 30.10.  | Challenge Bell Québec, Kanada Tier III – 161.250 $ Teppich (Halle) – 32E/32Q/16D                   | Brenda Schultz-McCarthy         | Dominique Monami                  | 7:65, 6:2      |
| 30.10.  | Challenge Bell Québec, Kanada Tier III – 161.250 $ Teppich (Halle) – 32E/32Q/16D                   | Nicole Arendt Manon Bollegraf   | Lisa Raymond Rennae Stubbs        | 7:66, 4:6, 6:2 |

### November
| Datum 1 | Turnier                                                                                                 | Siegerin                             | Finalgegnerin                   | Ergebnis                |
| ------- | --- | ------------------------------------ | ------------------------------- | ----------------------- |
| 06.11.  | Advanta Championships Philadelphia, Vereinigte Staaten Tier I – 806.205 $ Teppich (Halle) – 28E/32Q/16D | Steffi Graf                          | Lori McNeil                     | 6:1, 4:6, 6:3           |
| 06.11.  | Advanta Championships Philadelphia, Vereinigte Staaten Tier I – 806.205 $ Teppich (Halle) – 28E/32Q/16D | Lori McNeil Helena Suková            | Meredith McGrath Larisa Neiland | 4:6, 6:3, 6:4           |
| 13.11.  | WTA Tour Championships New York, Vereinigte Staaten Masters – 2.000.000 $ Teppich (Halle) – 16E/9D      | Steffi Graf                          | Anke Huber                      | 6:1, 2:6, 6:1, 4:6, 6:3 |
| 13.11.  | WTA Tour Championships New York, Vereinigte Staaten Masters – 2.000.000 $ Teppich (Halle) – 16E/9D      | Jana Novotná Arantxa Sánchez Vicario | Gigi Fernández Natallja Swerawa | 6:2, 6:1                |
| 13.11.  | Volvo Women’s Open Pattaya, Thailand Tier IV – 107.250 $ Hartplatz – 32E/32Q/16D                        | Barbara Paulus                       | Yi Jingqian                     | 6:4, 6:3                |
| 13.11.  | Volvo Women’s Open Pattaya, Thailand Tier IV – 107.250 $ Hartplatz – 32E/32Q/16D                        | Jill Hetherington Kristine Radford   | Kristin Godridge Nana Miyagi    | 2:6, 6:4, 6:3           |
| 20.11.  | Fed Cup Finale Valencia, Spanien ITF – Sandplatz                                                        | Spanien                              | Vereinigte Staaten              | 3:2                     |